# Saint-Hernin
 Saint-Hernin  (en bretón Sant-Hern) es una población y comuna francesa, situada en la región de Bretaña, departamento de Finisterre, en el distrito de Châteaulin y cantón de Carhaix-Plouguer.

## Demografía
| 1134 | 956 | 826 | 765 | 776 | 752 |
| Para los censos de 1962 a 1999 la población legal corresponde a la población sin duplicidades (Fuente: INSEE [Consultar]) |     |     |     |     |     |